# سباق الطريق المداري لأقل من 23 سنة في بطولة العالم لسباق الدراجات على الطريق 2018
سباق الطريق المداري لأقل من 23 سنة في بطولة العالم لسباق الدراجات على الطريق 2018 (بالإنجليزية: 2018 UCI Road World Championships – Men's under-23 road race)‏ هو سباق دراجات هوائية، وهو الموسم رقم 23 من السباق، وأقيم في 28 سبتمبر 2018، وامتدّ لمسافة 174.3 كيلومتر، وهو أحد سباقات بطولة العالم لسباق الدراجات على الطريق 2018، وهو من نوع سباق الدراجات، وقد شارك في السباق 149 متسابقاً ووصل إلى نهايته 81 متسابقاً.
فاز فيه بالمركز الأول مارك هيرشي، وبالمركز الثاني Bjorg Lambrecht ‏، وبالمركز الثالث Jaakko Hänninen ‏.

## التصنيف العام النهائي
| \| التصنيف العام \| التصنيف العام \| التصنيف العام \| التصنيف العام \| التصنيف العام \| \| العداء \| العداء \| الفريق \| الوقت \| \| \| ------------- \| ---------------------------- \| ------------------------------------------------------------------------------------ \| ------------- \| ------------- \| \| 1 \| مارك هيرشي \| منتخب سويسرا الوطني لسباق الدراجات على الطريق للرجال تحت 23 سنة [لغات أخرى]‏ \| 4 س 24 د 05 ث \| \| \| 2 \| Bjorg Lambrecht [الإنجليزية]‏ \| منتخب بلجيكا الوطني لسباق الدراجات على الطريق للرجال تحت 23 سنة [لغات أخرى]‏ \| + 15 ث \| \| \| 3 \| Jaakko Hänninen [الإنجليزية]‏ \| فريق فنلندا لركوب الدراجات للرجال‏ \| + 15 ث \| \| \| 4 \| Gino Mäder [الإنجليزية]‏ \| منتخب سويسرا الوطني لسباق الدراجات على الطريق للرجال تحت 23 سنة [لغات أخرى]‏ \| + 35 ث \| \| \| 5 \| مارك بادون \| منتخب أوكرانيا الوطني لسباق الدراجات على الطريق للرجال تحت 23 سنة [لغات أخرى]‏ \| + 37 ث \| \| \| 6 \| خايمي كاستريلو \| منتخب إسبانيا الوطني لسباق الدراجات على الطريق للرجال تحت 23 سنة [لغات أخرى]‏ \| + 45 ث \| \| \| 7 \| تادي بوجار \| منتخب سلوفينيا الوطني لسباق الدراجات على الطريق للرجال تحت 23 سنة [لغات أخرى]‏ \| + 47 ث \| \| \| 8 \| إيثان هايتر \| منتخب المملكة المتحدة الوطني لسباق الدراجات على الطريق للرجال تحت 23 سنة [لغات أخرى]‏ \| + 47 ث \| \| \| 9 \| باتريك مولر \| منتخب سويسرا الوطني لسباق الدراجات على الطريق للرجال تحت 23 سنة [لغات أخرى]‏ \| + 47 ث \| \| \| 10 \| جيمس شو \| منتخب المملكة المتحدة الوطني لسباق الدراجات على الطريق للرجال تحت 23 سنة [لغات أخرى]‏ \| + 47 ث \| \| |                  |                                                                           |               |  |
| |                  |                                                                           |               |  |
| مصدر: ProCyclingStats |                  |                                                                           |               |  |
| التصنيف العام |                  |                                                                           |               |  |
| العداء | العداء           | الفريق                                                                    | الوقت         |  |
| 1 | مارك هيرشي       | منتخب سويسرا الوطني لسباق الدراجات على الطريق للرجال تحت 23 سنة ‏          | 4 س 24 د 05 ث |  |
| 2 | Bjorg Lambrecht ‏ | منتخب بلجيكا الوطني لسباق الدراجات على الطريق للرجال تحت 23 سنة ‏          | + 15 ث        |  |
| 3 | Jaakko Hänninen ‏ | فريق فنلندا لركوب الدراجات للرجال‏                                         | + 15 ث        |  |
| 4 | Gino Mäder ‏      | منتخب سويسرا الوطني لسباق الدراجات على الطريق للرجال تحت 23 سنة ‏          | + 35 ث        |  |
| 5 | مارك بادون       | منتخب أوكرانيا الوطني لسباق الدراجات على الطريق للرجال تحت 23 سنة ‏        | + 37 ث        |  |
| 6 | خايمي كاستريلو   | منتخب إسبانيا الوطني لسباق الدراجات على الطريق للرجال تحت 23 سنة ‏         | + 45 ث        |  |
| 7 | تادي بوجار       | منتخب سلوفينيا الوطني لسباق الدراجات على الطريق للرجال تحت 23 سنة ‏        | + 47 ث        |  |
| 8 | إيثان هايتر      | منتخب المملكة المتحدة الوطني لسباق الدراجات على الطريق للرجال تحت 23 سنة ‏ | + 47 ث        |  |
| 9 | باتريك مولر      | منتخب سويسرا الوطني لسباق الدراجات على الطريق للرجال تحت 23 سنة ‏          | + 47 ث        |  |
| 10 | جيمس شو          | منتخب المملكة المتحدة الوطني لسباق الدراجات على الطريق للرجال تحت 23 سنة ‏ | + 47 ث        |  |

## وصلات خارجية
- الموقع الرسمي
- لمحة عن سباق سباق الطريق المداري لأقل من 23 سنة في بطولة العالم لسباق الدراجات على الطريق 2018 على موقع  ProCyclingStats   (برو  سايكلنج  ستاتس) - إحصاءات  محترفي  الدراجات.
- سباق الطريق المداري لأقل من 23 سنة في بطولة العالم لسباق الدراجات على الطريق 2018 على موقع إحصائيات الدراجات الإحترافية (الإنجليزية)